# Kendrick Ray
Kendrick John Ray ( Bronx, Nueva York; 26 de enero de 1994) es un jugador de baloncesto estadounidense que pertenece a la plantilla del KK Igokea de la ABA Liga. Con 1,88 metros de estatura, juega en la posición de base.

## Trayectoria deportiva
Es un base que puede jugar de escolta formado a caballo entre Quinnipiac Bobcats y Kennesaw State Owls. El jugador no fue elegido en el Draft de la NBA de 2017 y probó suerte como profesional en la República Checa en las filas del ČEZ Basketball Nymburk en los que promedió 15.3 puntos y 4.8 rebotes en la BCL, y 13.7 puntos y 3.8 rebotes en la liga checa, donde fue considerado el MVP de la temporada.
En verano de 2018, firma por el Maccabi Tel Aviv de la Ligat ha'Al de Israel. En febrero de 2019, tras disputar 17 partidos con el conjunto israelí y promediar 4,8 puntos por encuentro, el base es cedido al Le Mans Sarthe Basket de la Liga Nacional de Baloncesto de Francia hasta el final de la temporada 2018-19.
El 19 de julio de 2021, firma por el Promitheas Patras B.C. de la A1 Ethniki.
En la temporada 2022-23, firma por el KK Igokea de la ABA Liga.

## Vida personal
Kendrick Ray es hermano del exbaloncestista Allan Ray.